# Església de fusta de Lomen
L'església de fusta de Lomen és una stavkirke medieval de mitjan segle xii. Es troba a la petita localitat de Lomen al municipi de Vestre Slidre, Oppland, Noruega.

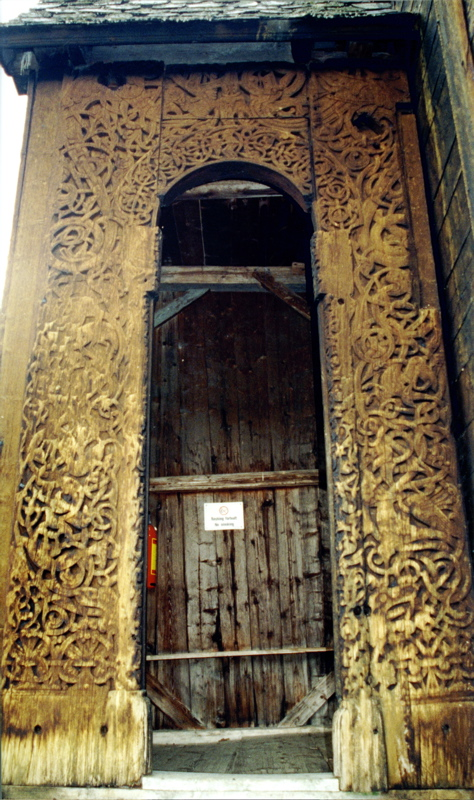
Un dels portals medievals

Les primeres fonts escrites que citen a l'església pel seu nom són documents dels anys 1325 i 1334. No obstant això, la dendrocronologia estableix dates anteriors, que han permès datar la construcció cap a 1179. L'any 1779 va haver-hi una restauració, que va incloure l'engrandiment de l'església. Tot i tenir intrusions que van modificar el seu aspecte en certa manera, conserva elements originals, com l'armadura de l'estructura i tres portals medievals artísticament tallats en la fusta.

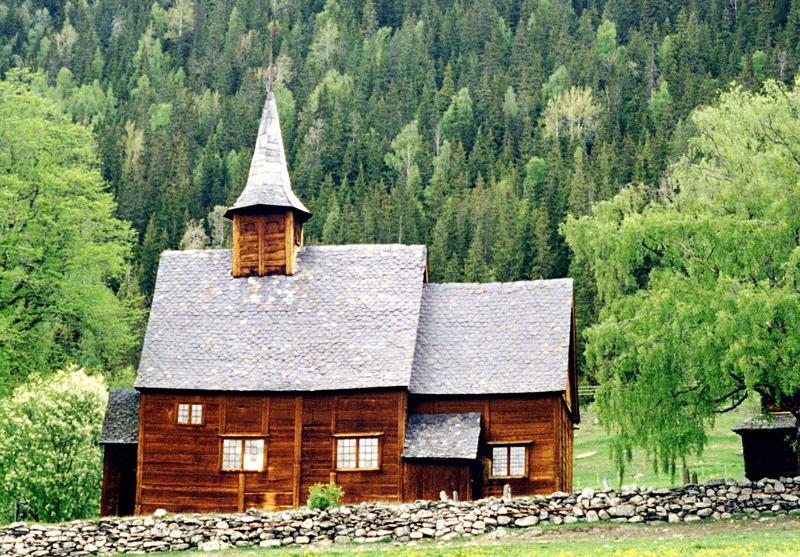
Vista de l'església des del sud

És una stavkirke tipus B, amb una nau dividida en sala central i deambulatori, dividides entre si per columnes. El cor és de menor amplària, i al principi tenia absis, però aquest va ser eliminat en la reconstrucció del segle xviii. La mateixa sort va tenir el corredor exterior.
Va tenir un ús quotidià fins a l'any 1914, quan va estar llesta la nova església de maçoneria de la localitat, 2 km al nord de la stavkirke. Des de llavors només és utilitzada en ocasions especials, com el 17 de maig, dia nacional de Noruega, i a la festivitat d'Olsok (dia de Sant Olaf).
S'hi ha trobat un jaciment arqueològic de peces de joieria i monedes, algunes d'aquestes datades del segle xii.